# Krater Wolfe Creek
Krater Wolfe Creek (Kandimalal w języku aborygenów Jaru) – krater uderzeniowy w stanie Australia Zachodnia, o średnicy około 880 metrów. Szacuje się, że został utworzony na skutek uderzenia meteorytu o wadze ponad 50 000 ton, nie wcześniej jak 300 000 lat temu. Obszar krateru objęty jest parkiem narodowym Wolfe Creek Meteorite Crater National Park.

## W kulturze
Krater pojawił się w australijskim horrorze Wolf Creek z 2005 roku i jego sequelu Wolf Creek 2 z 2013 roku.